# Siamlema
Genre
Siamlema est un genre d'araignées aranéomorphes de la famille des Telemidae.

## Distribution
Les espèces de ce genre sont endémiques de Thaïlande.

## Liste des espèces
Selon World Spider Catalog (version 21.0, 23/05/2020) :
- Siamlema changhai Zhao & Li, 2020
- Siamlema suea Zhao & Li, 2020

## Publication originale
- Zhao, Li & Zhang, 2020 : Taxonomic revision of Telemidae (Arachnida, Araneae) from East and Southeast Asia. ZooKeys, no 933, p. 15-93 (texte intégral).